# West Sydney Berries FC
West Sydney Berries FC är en fotbollsklubb från Sydney i Australien. Klubben hette från början Canterbury FC och de hette även Canterbury-Marrickville Olympic FC ett tag. Klubben spelar i New South Wales Premier League som är den högsta ligan i delstaten New South Walese. 1986 spelade klubben en säsong i den numera nerlagda nationella proffsligan National Soccer League (NSL).
Fans av denna fotbolls klubb brukar kalla sig själva för Blueberries